# Bedřich Rozehnal
Bedřich Rozehnal (* 2. Juni 1902 in Třebětín bei Letovice, Mähren; † 11. Juni 1984 in Brünn, Tschechoslowakei) war ein tschechischer Architekt und Hochschullehrer.

## Leben
Bedřich 'Fred' Rozehnal studierte Architektur an der Tschechischen Technischen Hochschule zu Brünn (Professoren Emil Králík, Adolf Liebscher, Jiří Kroha). Von 1924 bis 1926  arbeitete er dort im Büro für den Bau der Masaryk-Universität, 1927  im Architekturbüro der Landesverwaltung,  in Stanislav Kuteras Architekturbüro und von 1928 bis 1933  im Büro von Professor Vladimír Fischer.
1937 wurde er Mitglied der tschechoslowakischen CIAM-Gruppe, ab 1938 war er freischaffender Architekt in Brünn.

## Hochschultätigkeit
- 1945–1960: Professor der Architektur an der Technischen Hochschule zu Brünn
- 1960: verurteilt durch Justizirrtum zu 4 Jahren Zuchthaus. Gefängnis na Pankráci in Prag
- 1962: vorzeitig freigelassen durch Dekret des Präsidenten der CSSR
- 1962–1966: wissenschaftlicher Mitarbeiter der J. E. Purkyne-Universität zu Brünn
- 1966–1973: Direktor des Instituts für Umweltgestaltung der J. E. Purkyne Universität zu Brünn
- 1968–1970: wieder berufen als Professor der Architektur an die Technische Hochschule in Brünn, Leiter des Meisterateliers
- 1956: Doktorat der technischen Wissenschaften

## Ehrungen
1955 erhielt Rozehnal den  Antonin-Procházka-Preis;
1968 wurde er mit dem  Orden der Arbeit ausgezeichnet.

## Ausgewählte Bauwerke
- 1928–1929: Atelierhaus in Letovice, Čapkova 6[1]
- 1928–1930: Wohn- und Geschäftshaus in Letovice, Masarykovo nám. 13, 15[2]
- 1931: Handelshaus  in Brünn, Špirkova 1[3]
- 1931: Einfamilienhaus M. Tuřany  in Brünn, Glocova 37[4]
- 1932: Einfamilienhaus E. Vacha in Křtiny[5]
- 1932:  Aufstockung der Ärztegewerkschaft in Brünn[6]
- 1932:  Wettbewerbsentwurf von Bürogebäuden in Brünn[7]
- 1934–1935: Dům Utechy (Trosthaus – Geschwulstkuranstalt) Gelber Berg  in Brünn[8]
- 1937: Gemeindehäuser mit kleinsten Wohnungen, Renneská Straße 1 13 in Brünn[9]
- 1935–1940: Fabrikgebäude, Uherske Hradiste[10]
- 1939: Haus der Chirurgie  in Brünn, nám. Karl IV. 5[11]
- 1939: Wohnhaus eines Arztes, Lišen
- 1937–1941: Kreiskrankenhaus, Nové Město na Moravě[12]
- 1938–1943: Kreiskrankenhaus, Třebíč[13]
- 1947–1953: Landeskinderklinik, Černopolní Straße 9 in Brünn